# Indischer Stahlschlagring
Ein Indischer Stahlschlagring  ist eine Schlagwaffe, die von Ethnien in Indien benutzt wird.

## Beschreibung
Ein Indischer Stahlschlagring besteht vollständig aus Stahl. Er ist flach gearbeitet und mit hervorstehenden Ecken versehen. Die Form gleicht dem Buchstaben „D“. Die Oberseite ist mit einem silbernen Blütendekor verziert. Der Schlagring wurde von einer telugusprachigen Jati (Kaste) von Schauspielern und Gymnasten benutzt. Ein Schlagring dieser Art ist auch der Hora. Schlagringe werden bis heute noch in den indischen Kampfsportarten Silambam, Vajramushti und Kalarippayat benutzt.

## Rechtliches
Schlagringe sind in Deutschland (§ 2 Abs. 3 i. V. m. Anlage 2 Abschnitt 1 Nr. 1.3.2 WaffG), in Österreich (§ 17 Abs. 1 Z 6 WaffG) und in der Schweiz (Art. 4 Abs. 1 Bst. d und Art. 5 Abs. 1 Bst. d WG) verboten.